# Myotis daubentonii
Murin de Daubenton
Espèce
Statut de conservation UICN

 LC  : Préoccupation mineure
Le Murin de Daubenton (Myotis daubentonii), ou vespertilion de Daubenton, est une espèce de chauves-souris du genre Myotis.
C'est une espèce crépusculaire et nocturne au vol rapide qui, pour se nourrir, fréquente la surface des plans d'eau et les ripisylves.
Elle doit son nom à Louis Jean-Marie Daubenton, médecin, naturaliste et premier directeur du Muséum national d'histoire naturelle.

## Description
Petite chauves-souris au pelage court, dense et marron, plus clair sur le ventre, du blanc cassé au blanc grisâtre. Les oreilles sont assez courtes et le pelage frontal descend en brosse jusqu'au museau. Elle se différencie des petits Myotis par ses pieds bien plus grands et tragus plus arrondi. Elle peut être confondue avec le Murin de Capaccini ou le Murin des marais, mais ces derniers sont plus grands.
- Longueur tête-corps : 4.5 - 6.8 cm
- Longueur de la queue : 3.1 - 4.45 cm
- Longueur de l'avant-bras : 3.3 - 4.2 cm
- Envergure : 24 - 27.5 cm
- Poids : 6 - 15 g
- Dentition : 38 dents
- Echolocation : entre 25 et 30 kHz

- Habitat : lieux boisés à proximité de plans d'eau ou de rivières. Abris dans des arbres creux, des anfractuosités de vieux murs et ponts.
- Alimentation : moustiques, tipules, papillons de nuit au ras de l'eau, crustacés et alevins parfois.
- Reproduction : gestation de 50 à 60 jours, un seul jeune par an, naissance en juin.

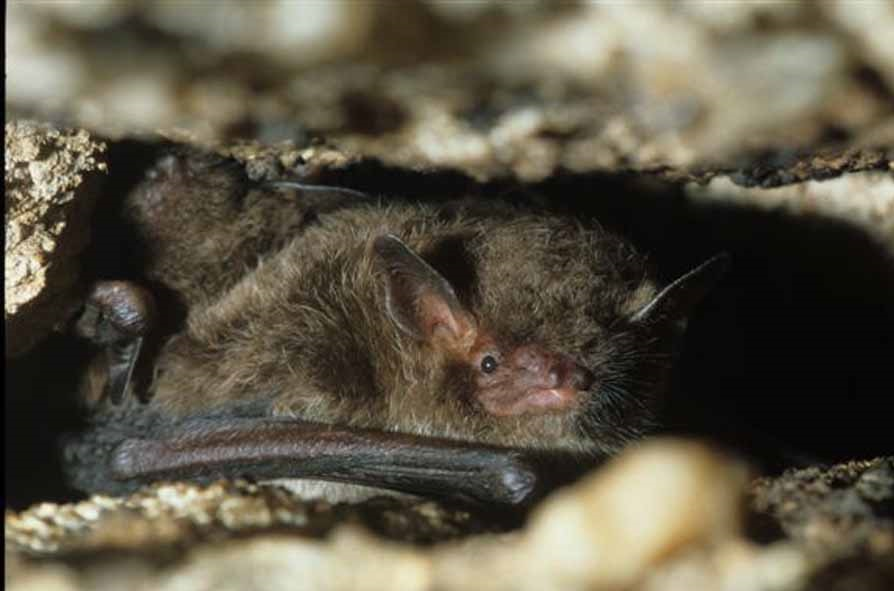
Murin de Daubenton

- Longévité : jusqu'à 20 ans.Murin de Daubenton

## Répartition
Presque toute l'Europe, vers le Nord, jusqu'au 63e degré de latitude. Cette espèce vit en Europe et Asie, à proximité des zones humides où elle se nourrit.

## Mœurs et habitat
Elle est rarement éloignée de l'eau et est plutôt considérée comme forestière. Cette chauve-souris forestière vit généralement en plaine (forêts et parcs). Elle devient active une demi-heure après le coucher du soleil, lorsqu'il fait sombre, et chasse avant tout au-dessus des eaux calmes, des étangs et des lacs, ou des cours d'eau non agités et fait des incursions régulières dans les milieux boisés riverains. Aime les endroits proches de points d'eau. Elle ne s'éloigne guère au-delà de quelques centaines de mètres de son gîte. Migrations saisonnières généralement inférieures à 100 km. Ses proies sont essentiellement des petits diptères (parfois des Trichoptères, Ephémèroptères, Coléoptères et Lépidoptères), saisies émergeant de l'eau, en transit ou posées en surface, soit à la gueule, avec ses pieds ou à l'aide des membranes alaires et de l'uropatagium. Quartiers d'hiver dans des grottes, galeries, bunkers et caves. Les cavités arboricoles représentent l'un des deux sites privilégiés de l'espèce, essentiellement dans des feuillus, dans une de loge de Pic, une anfractuosité, un chablis, ou derrière une plaque d'écorce. Colonies de reproduction dans des cavités d'arbre, des fissures de combles, des murs et derrière des volets. Les seconds types de gîtes très appréciés sont les ponts et autres passages souterrains dans lesquels circule l'eau courante. En été, les mâles vivent souvent de manière solitaire dans des fissures de ponts. En hibernation, de la mi-octobre à début avril, elle est cavernicole, elle s'installe dans des fissures en solitaire dans les lieux saturés en humidité, dans des caves, grottes, carrières, mines, puits, tunnels, et occasionnellement les cavités arboricoles. Les grands quartiers d'hiver connaissent souvent une activité intense fin août et début septembre. Les colonies de mise-bas se forment dès la mi-mars, regroupant en moyenne 20 à 50 femelles dans des gîtes arboricoles ; les colonies de reproduction dans des ponts sont rares. Les petits naissent à partir de la mi-juin dans des colonies de reproduction de généralement 20 - 50 femelles après la naissance, ils changent de quartiers (cavités d'arbres) environ tous les 2 - 3 jours pour des questions d'hygiène mais aussi pour se protéger de leurs prédateurs. Les naissances ont lieu pendant les deux premières semaines de juin, les juvéniles sont volants un mois plus tard. Le Murin de Daubenton atteint son territoire de chasse en empruntant toujours le même itinéraire (routes) et capture surtout des diptères, des chironomidés, des trichoptères, des névroptères et des papillons de nuit au ras de l'eau, et jusqu'à 5 m de hauteur max. La plupart des accouplements se font en août lors des essaimages automnaux. Les pieds munis de longues griffes sont utilisés pour attraper des proies à la surface de l'eau. Cette espèce est considérée comme sédentaire. Les déplacements entre gîte d'été et d'hiver sont courts, inférieurs le plus souvent à 50 km. Le record de longévité européen est détenu par une femelle de 30 ans. L'espérance de vie moyenne est de 4.5 ans.

## Migration
En migration les chiroptères longent volontiers les littoraux, et traversent facilement détroits, bras de mer et mers peu étendues.

Au moins deux espèces de chiroptères (Myotis daubentonii et Myotis dasycneme) volent au ras de l'eau en traversant la mer Baltique, à la surface de laquelle ils semblent capables (en s'aidant de leurs capacités d'écholocation,) de capturer des crustacés, dans des zones sans corrélation apparente avec l'abondance en insectes, la distance au littoral ou la structure sous-jacente des fonds marins. L'identification des espèces consommées pourrait se faire par analyse des excréments d'un de ces chiroptères, pourvu qu'on l'ait préalablement capturé.

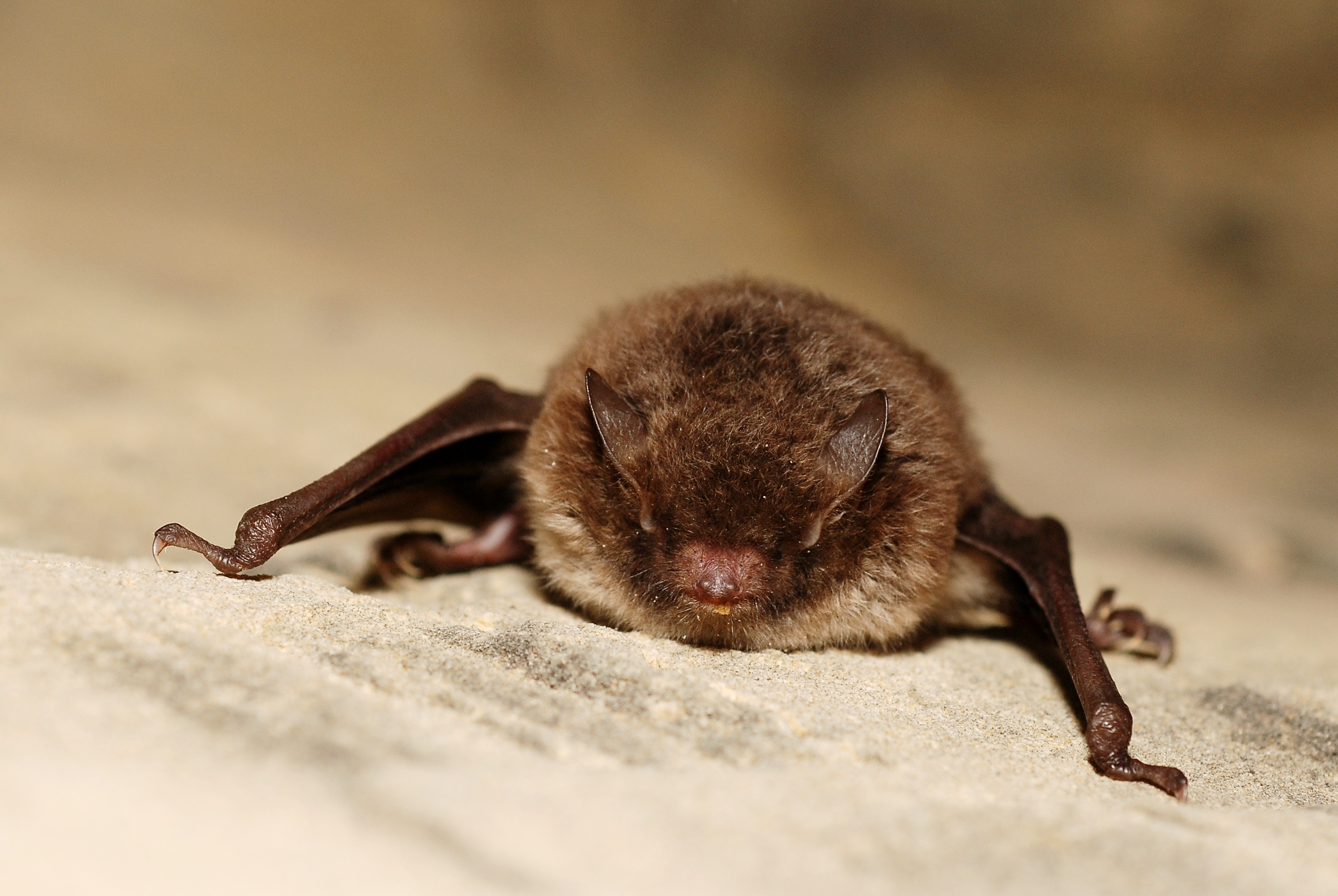
Myotis daubentonii.